# Parque nacional de Nyanga
El Parque nacional de Nyanga (en inglés: Nyanga National Park) se encuentra en el norte de las tierras altas orientales de Zimbabue.
El parque nacional es uno de los más antiguos de Zimbabue, establecido como Parque nacional Inyanga de Rhodes, un legado de Cecil Rhodes. Los límites del parque original se extendían más allá de la presa de Udu, a lo largo de la orilla oriental del río Nyangombe al norte del límite actual del parque. Esta extensión se vendió en los años setenta, pero la sección de Warrendale, inmediatamente más allá de la presa de Udu, había sido recuperada a principios de la década de los ochenta. El parque casi dobló su superficie a finales de los noventa, cuando se compraron la mayor parte de las granjas de Kwaraguza y Inyanga Block. 
Contiene la tierra más alta en Zimbabue, con colinas verdes y ríos perennes. La mayor parte de su terreno consiste en tierras a veces ligeramentes arboladas, situadas a altitudes entre 1800 y 2593 metros. El monte Nyangani, el punto más alto de Zimbabue, se encuentra en el centro del parque y las cataratas de Mutarazi, las más altas de Zimbabue, se encuentra en la parte sur del parque. El parque nacional incorpora al antiguo Parque nacional de las cataratas de Mutarazi en su frontera sur.

## Referencias

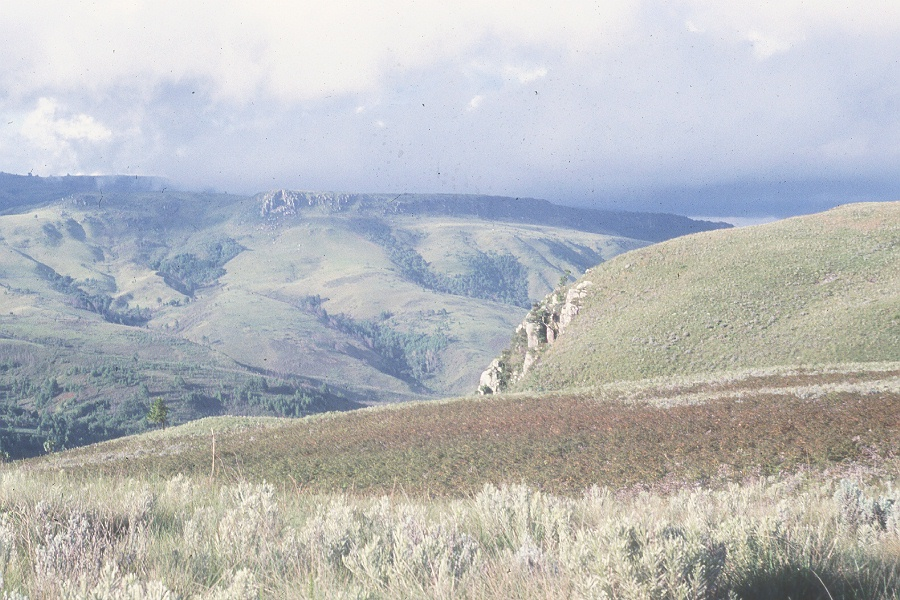
Nubes de tormenta sobre la región de Kwaraguza, adquirida por el parque nacional de Nyanga a finales de los años noventa.